# عانن
عانن أو عنن، كان مسئولًا مصريًا قديمًا خلال أواخر الأسرة المصرية الثامنة عشر.

## سيرة شخصية
كان ابن يويا وتويا وشقيق الملكة تيي، زوجة الملك المصري أمنحتب الثالث. تحت حكم صهره، أصبح عانن مستشار مصر السفلى، خادم آمون من الدرجة الثانية، وكاهن من رتبة سم في عين شمس، وحصل على لقب الأب الإلهي.
يوجد الآن تمثال باقٍ لعانن في المتحف المصري بتورينو. وله أوشبتي الآن في لاهاي. لا تذكر النقوش على آثار عانن أنه كان صهر أمنحتب الثالث. ومع ذلك، تم تأسيس هذه العلاقة من خلال إشارة قصيرة ولكن واضحة له على تابوت والدته تويا، والتي ذكرت أن ابنها عانن هو خادم لآمون من الدرجة الثانية.
من المحتمل أنه توفي قبل السنة الثلاثين من حكم أمنحتب الثالث، حيث لم يرد ذكره في النصوص المتعلقة بعيد سد؛ في العقد الأخير من حكم أمنحتب، تولى رجل آخر، ساموت، مكان أنين كخادم لآمون من الدرجة الثانية. كان ساموت سابقا خادما لآمون من الدرجة الرابعة.

## قبر
دفن عانن في مقبرته (TT120) في مقبرة طيبة، على الضفة الغربية لنهر النيل مقابل طيبة. صور ابنه وبناته الأربع في قبره، لكن أسمائهم لم تنجو.

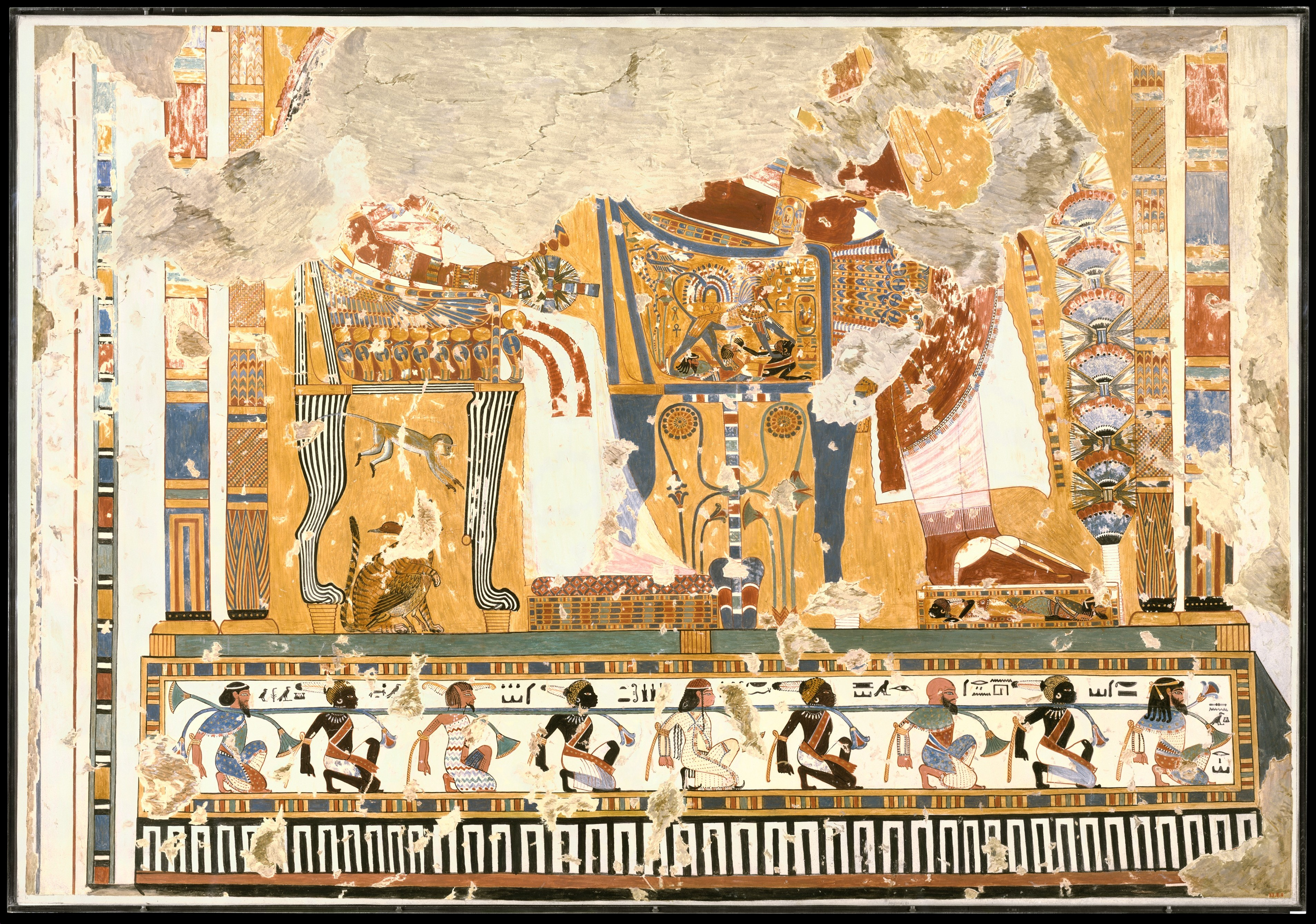
أمنحتب الثالث والملكة تيي متوجين تحت كشك وأعداء مصر (الأقواس التسعة) راكعين أسفلهم، من قبر عانن

يتألف التصميم على شكل حرف T لمقبرة آنين من قاعة رئيسية وغرفة دفن داخلية، وهو نموذجي للأسرة الثامنة عشرة. تصور نقشتان أساسيتان على الحائط سلسلة من الصور القوية، بما في ذلك طيور الرخيت، وهي عبارة عن كتابة هيروغليفية بأجنحة مرفرفة مرفوعة في العبادة. كانت هذه الصورة الرمزية فريدة من نوعها في عصر الدولة الحديثة وتمثل الأسرى المقيدين أو أعداء مصر المأسورين. صورة ثانية مفصلة بشكل رائع تظهر أمنحتب الثالث والملكة تيي وهما يستقبلان الجزية من الزوار الأجانب. تمثل شخصيات تركع أسفل عرش الملك أمنحتب الثالث وتيي وهي الأقواس التسعة، أو قادة السلالات الأجنبية التي هيمنت عليها مصر في ذلك الوقت: مينوان، بابل، ليبيا، البدو، ميتاني، كوش، إيريم (النوبة العليا)، إيونتيو سيتي، (البدو النوبيون)، مينتو نو سيتيت (بلاد الشام الساحلية). يعج النقش بالحركة والرمزية: قطة تمسك بطة من عنقها تحت عرش الملكة تيي وقرد قافز وأعداء أجانب يرقدون على وسادة قدم الملك أمنحتب الثالث، محطمًا تحت وطأة أقدام الملك المصري. بالإضافة إلى صورة الملك أمنحتب الثالث على هيئة أسد يدعس على بعض أعداء مصر على جانب كرسي الملك أمنحتب الثالث.